# Julia García-Valdecasas Salgado
Julia García-Valdecasas Salgado (Barcelona, 29 de gener de 1944 - Barcelona, 5 de febrer de 2009) fou una farmacèutica, auditora i política catalana, delegada del Govern espanyol a Catalunya entre 1996 i 2003 i posteriorment ministra d'Administracions Públiques d'Espanya.

## Biografia
Filla de Francisco García-Valdecasas, antic rector de la Universitat de Barcelona, va estudiar farmàcia en aquesta universitat, i entre 1969 i 1979 va ser titular d'una oficina de farmàcia a Barcelona. L'any 1980 va ingressar al Cos d'Interventors i Auditors de l'Estat per oposició, i entre 1990 i 1994 fou presidenta de l'Associació Nacional d'Interventors. Durant la dècada de 1990 va formar part de la Junta del Reial Club Deportiu Espanyol. Es casà amb Xabier Añoveros Trias de Bes, amb qui tingué tres fills.

## Activitat política

### Delegada del Govern espanyol a Catalunya
Membre del Partit Popular, el president del govern José María Aznar la va nomenar Delegada del Govern espanyol a Catalunya el maig de 1996, en substitució de Miguel Solans Soteras, convertint-se així en la primera dona que ocupava aquest càrrec.
Com a delegada del Govern espanyol va destacar per la seva duresa repressiva contra els moviments socials, especialment contra el moviment okupa i l'antiglobalització, associant-los en tot moment amb la kale borroka basca. Alguns exemples de gran contundència durant el seu mandat foren el desallotjament del cinema Princesa l'any 1996, la càrrega policial a la Universitat Autònoma de Barcelona el 1999 o la resposta contra els detractors de la cimera de caps d'estat i de govern de la UE l'any 2001. En altres casos, s'obstinà a vincular l'Esquerra independentista catalana amb l'Esquerra abertzale basca, pel que fa als mitjans de lluita. Exemple d'aquesta política fou el "cas dels tres de Gràcia", en el qual s'imputava a tres joves del barri de Gràcia de Barcelona de l'organització d'un grup armat imaginari construït a partir d'informes de la Policia Nacional espanyola. L'acusació fou arxivada per la Fiscalia de l'Audiència Nacional espanyola davant de la manca de proves en la qual es fonamentava l'acusació. Símptoma dels mitjans emprats per García-Valdecasas fou el comentari proferit a la sentència 101/99 del Jutjat Penal núm. 4 de Barcelona en la qual es deia que «els informes de la policia semblaven redactats per la desapareguda Brigada Político-Social del Franquisme».
El 9 d'octubre de 2001, el Jutjat d'instrucció núm. 22 de Barcelona va admetre a tràmit, després que la rebutgés el Tribunal Superior de Justícia de Catalunya (TSJC), una querella criminal presentada per setanta organitzacions (partits, sindicats i ONGs) en contra seva. L'acusió l'assenyalava com a responsable política dels danys i lesions ocasionats en els incidents de la manifestació antiglobalització contra el Banc Mundial, ja que es va identificar que els esvalotadors que provocaren destroses al carrer eren policies de paisà. L'acte va acabar amb vint-i-dos detinguts, setze dels quals van sortir en llibertat sense càrrecs i sis, amb càrrecs. La querella també acusava al sotsdelegat del Govern espanyol a Barcelona David Bonet, el comissari de la Brigada d'Informació del Cos Nacional de Policia espanyola Ángel Artregui, el comissari del grup operatiu de la Unitat d'Intervenció Policial del mateix cos, Silverio Blanco, i els antiavalots i agents de paisà que van intervenir en la manifestació.
Abandonà el càrrec al capdavant de la delegació del govern espanyol l'agost de 2003, essent substituïda per Susanna Bouis Gutiérrez. El saldo repressiu durant els set anys de mandat pujava a més de 700 detencions. Tot i així, Federico Cabrero, exportaveu del Cos Nacional de Policia espanyola, va continuar sent el cap de seguretat de la Delegació del Govern, mentre que Eladio Jareño va a abandonar el càrrec de cap de premsa i va passar a programar dibuixos animats a TVE.

### Ministra d'Administracions Públiques d'Espanya
A les eleccions generals espanyoles de 2004 va ser escollida diputada per la província de Barcelona al Congrés dels Diputats en representació del Partit Popular. Dies després, va ser nomenada ministra d'Administracions Públiques d'Espanya essent la primera dona que ocupa aquest càrrec ministerial. Va renunciar a l'escó de diputada per motius de salut l'1 d'octubre de l'any 2006 (patia la malaltia degenerativa atròfia multisistema) i es retirà de la política activa. El 5 de febrer de 2009 morí a Barcelona a causa d'aquesta mateixa malaltia.